# レイナルド・アレナス
レイナルド・アレナス・フエンテス（Reynaldo Arenas Fuentes、1943年7月16日 - 1990年12月7日）は、キューバ出身の小説家・詩人である。

## 略歴
20歳で初めての小説を発表したが、当時のフィデル・カストロ政権の元で、同性愛者であること、また反政府的な言動があるとされ、以後の作品はすべて発禁となってしまう。1973年には投獄されている。
1980年にアメリカに亡命。ニューヨークにて執筆活動を続けていたが、1987年にエイズであることが判り、1990年に睡眠薬を多量に摂取して自殺した。
自伝 『夜になるまえに』 は、ハビエル・バルデム主演で2000年に映画化された。

## 主な著作品
- 『めくるめく世界』 （鼓直／杉山晃訳、国書刊行会〈文学の冒険〉1989年）　ISBN 978-4336024664
- 『ハバナへの旅』 （安藤哲行訳、現代企画室、2001年）　ISBN 978-4773801002
- 『夜になるまえに』 【新装版】 （安藤哲行訳、国書刊行会、2001年）　ISBN 978-4336037794
- 『夜明け前のセレスティーノ』 （安藤哲行訳、国書刊行会〈文学の冒険〉2002年）　ISBN 978-4336040305
- 『襲撃』（山辺弦訳、水声社、叢書フィクションのエル・ドラード、2016年）　ISBN 978-4891769604